# August Wilhelm Alfermann
August Wilhelm Alfermann (* 1. August 1942 in Bonn; † 23. Februar 2023) war ein deutscher Biologe und Hochschullehrer.

## Leben
Von 1962 bis 1969 studierte er Biologie in Bonn und Würzburg. Nach der Promotion 1973 am Institut für Pharmazie der Universität Tübingen folgte er 1986 einem Ruf auf eine Professur für Pflanzliche Zell- und Gewebekultur an die Universität Düsseldorf.

## Schriften (Auswahl)
- Untersuchungen zur Anthocyansynthese in Calluskulturen von Daucus carota L. 1973, OCLC 251424866 (zugleich Dissertation, Tübingen 1973).
- mit Ursula Seitz und Hanns Ulrich Seitz: Pflanzliche Gewebekultur. Ein Praktikum. Stuttgart 1985, ISBN 3-437-30464-X.